# Seznam českých ilustrátorů Julese Verna
Toto je seznam českých ilustrátorů knih francouzského spisovatele Julese Verna.

## B
- Adolf Born (1930–2016): ilustroval román Trosečník z Cynthie (SNDK, 1963).
- Pavel Brom (1938): pro nakladatelství Mladá fronta ilustroval samostatně romány 800 mil po Amazonce (1967), Dva roky prázdnin (1969) a Patnáctiletý kapitán (1969) a ve spolupráci s Dagmar Bromovou Dva roky prázdnin (1972) a Patnáctiletý kapitán (1973).
- Jan Brychta (1928–2013): ilustroval román Ocelové město (Mladá fronta, 1954).
- Zdeněk Burian (1905–1981): V letech 1928 až 1931 vytvořil patnáct barevných obálek pro nakladatele J. R. Vilímka a pro téhož nakladatele ilustroval v letech 1936 až 1949 romány Dva roky prázdnin, Dvacet tisíc mil pod mořem, Patnáctiletý kapitán, Tajuplný ostrov, Děti kapitána Granta, Nový hrabě Monte Christo, Tajemství pralesa, Hvězda jihu a Zemí šelem. Ilustrace pro romány Země kožešin a Ocelové město byly otištěny jen ve slovenských vydáních roku 1950, resp. 1954 Dále ilustroval román Podivuhodná dobrodružství výpravy Barsacovy (Práce, 1951) a roku 1965 vytvořil nové ilustrace pro Tajuplný ostrov (SNDK). Od roku 2008 vychází v nakladatelství Albatros série Ondřejem Neffem převyprávěných Vernových románů s Burianovými ilustracemi, v rámci které byly roku 2009 poprvé vydány ilustrace pro román Pět neděl v balóně .

## Č
- Věnceslav Černý (1865–1936): v letech 1893 až 1909 ilustroval pro nakladatele Aloise Hynka romány Carův kurýr, Patnáctiletý kapitán, Dobrodružství tří Rusů a tří Angličanů, Pět neděl v balóně, Děti kapitána Granta, Dvacet tisíc mil pod mořem V zemi kožešin, Chancellor, Cesta kolem světa v osmdesáti dnech, Ocelový olbřím, Plovoucí město, Příběhy kapitána Hatterasa, Archipel v ohni, Sever proti Jihu a Doktor Ox a roku 1897 pro nakladatele J. R. Vilímka román Do středu Země.
- Václav Čutta (1878–1934): ilustroval román Drama v Livonsku (E. Beaufort, 1901).

## F
- Milan Fibiger (1966), ilustroval román Cesta kolem světa za osmdesát dní, Nakladatelství Václav Vávra, Praha 2013.

## H
- Adolf Hoffmeister (1902-1973): ilustroval román Cesta kolem světa za osmdesát dní (SNKLHU, Praha 1959).
- František Horník (1899–1955): ilustroval román Ledová sfinga (J. R. Vilímek, 1910).
- František Hudeček (1909–1990): ilustroval román Lodivod dunajský (SNDK, 1967).

## J
- James Janíček (1935): ilustroval román Drama v Livonsku (Albatros 1977).
- Jan Javorský (1903): ilustroval román Cesta do středu Země (SNDK, 1965)
- Oldřich Jelínek (1930): ilustroval román Závěť výstředníka (Albatros 1976).
- Václav Junek (1913–1976): ilustroval román Vynález zkázy (Práce, 1955).

## K
- Vladimír Kopecký (1928), ilustroval román Sever proti Jihu (Albatros 1978).
- Milan Kopřiva (1929-1997): ilustroval román Tajemství Viléma Storitze (Mladá fronta, 1971).
- Gustav Krum (1924-2011): ilustroval novelu Drama v Mexiku pod názvem Odplata (Skaut Junák, 1997).

## L
- Josef Leisler (1912–2005): ilustroval román Drama v Livonsku (Albatros, 1969).
- Kamil Lhoták (1912-1990): ilustroval romány Vynález zkázy (SNDK, 1959) a Robur Dobyvatel (SNDK, 1960).
- Jaroslav Lukavský (1924-1984), ilustroval román Škola robinzonů (Albatros 1974).

## M
- Jiří Mikula (1926): ilustroval novelu Zajatci polárního moře vydanou v knize Mys dobré naděje (SNDK, 1960).

## N
- Vladimír Novák (1947): ilustroval román Ze Země na Měsíc (Mladá fronta, 1979).

## P
- Jiří Pavlík (1939-1993): ilustroval román Chancellor (Albatros, 1990).

## R
- Milan Ressel (1934): ilustroval román Tajemství Viléma Storitze (Mladá fronta, 1985).

## S
- Jan Spěváček (1973): ilustroval román Cesta do středu Země (Computer Press, Brno 2007).

## Š
- A. Šilhavý (?): ilustroval román Tajemný hrad v Karpatech (E. Beaufort, 1922).

## V
- Karel Vaca (1919-1989): ilustroval romány Plovoucí ostrov (Mladá fronta, 1955) a Honba za meteorem (Mladá fronta, 1956).
- Jiří Veškrna (1931): ilustroval novelu Den amerického novináře v roce 2889, Onyx, 1991.
- Jaromír Vraštil (1922–1979): ilustroval romány Honba za meteorem (SNDK, 1966), Podivuhodná dobrodružství výpravy Barsacovy (Albatros, 1968) a Bratři Kipové (Albatros, 1973) a novelu Doktor Ox (SNDK, 1966) a časopisecké zkrácené vydání Školy robinsonů pod názvem Ostrov na prodej (Pionýr, 1971-72).

## Z
- Jan Angelo Zeyer (1878–1945): v letech 1906 až 1913 vytvořil barevné obálky pro kompletní sešitové vydání Podivuhodných cest vydávaných nakladatelem Bedřichem Kočím a od roku 1910 E. Beaufortem.